# نادي الشروق لكرة السلة
الشروق (بالإنجليزية: AlShrooq)‏ هو فريق كرة سلة سعودي، يقع في الأحساء، المنطقة الشرقية. يلعب في الدوري السعودي الممتاز لكرة السلة.

## مشاركات
الدوري السعودي الممتاز لكرة السلة
- الدوري السعودي الممتاز لكرة السلة 2010–11
- الدوري السعودي الممتاز لكرة السلة 2019–20

دوري الدرجة الأولى السعودي لكرة السلة
شارك في دوري الدرجة الأولى السعودي لكرة السلة 5 مواسم علي التوالي وصعد الي الدوري السعودي الممتاز لكرة السلة موسم 2019–20،
- الدوري الدرجة الأولى السعودي لكرة السلة 2009 10
- الدوري الدرجة الأولى السعودي لكرة السلة 2011 12
- الدوري الدرجة الأولى السعودي لكرة السلة 2014 15
- الدوري الدرجة الأولى السعودي لكرة السلة 2015 16
- الدوري الدرجة الأولى السعودي لكرة السلة 2016 17
- الدوري الدرجة الأولى السعودي لكرة السلة 2017 18
- الدوري الدرجة الأولى السعودي لكرة السلة 2018 19

كأس الأمير فيصل بن فهد لكرة السلة
- كأس الأمير فيصل بن فهد لكرة السلة 2010
- كأس الأمير فيصل بن فهد لكرة السلة 2011
- كأس الأمير فيصل بن فهد لكرة السلة 2012
- كأس الأمير فيصل بن فهد لكرة السلة 2016